# Vắc-xin Hib
Vắc-xin Hemophilus influenzae type B (Hib), thường được gọi là vắc xin Hib, là một loại vắc xin được sử dụng ngăn ngừa nhiễm Haemophilus influenzae typ b (Hib). Ở các quốc gia bao gồm vắc xin này đã trở thành một loại vắc-xin thông dụng, tỷ lệ nhiễm trùng Hib nặng đã giảm hơn 90%. Do đó, kết quả là giảm tỷ lệ viêm màng não, viêm phổi và viêm thanh quản.
Vắc-xin Hib được khuyến cáo từ cả Tổ chức Y tế Thế giới và Trung tâm Kiểm soát và Phòng ngừa Dịch bệnh. Nên dùng hai hoặc ba liều trước sáu tháng tuổi. Ở Hoa Kỳ, liều thứ tư được khuyến cáo từ 12 đến 15 tháng tuổi. Liều đầu tiên được khuyến cáo khoảng sáu tuần tuổi với khoảng thời gian ít nhất bốn tuần giữa các liều. Nếu chỉ sử dụng hai liều, một liều khác được khuyến cáo tiêm sau này. Vắc xin  được tiêm vào cơ bắp.
Tác dụng phụ nghiêm trọng không phổ biến. Khoảng 20 đến 25% số người bị đau ở vị trí tiêm trong khi khoảng 2% bị sốtPhản vệ. Không có mối liên hệ rõ ràng với các phản ứng dị ứng nặng. Vắc-xin Hib dùng độc lập, hoặc kết hợp với vắc-xin bạch hầu/uốn ván/ho gà, vắc-xin viêm gan siêu vi B, và một số vắc xin khác. Tất cả vắc-xin Hib hiện đang được sử dụng là vắc xin liên hợp.
Vắc xin Hib ban đầu được phát triển vào năm 1977 và được thay thế bằng công thức hiệu quả hơn vào những năm 1990. Tính đến năm 2013, 184 quốc gia đã sử dụng vắc xin này trong tiêm chủng thường kỳ. Nó nằm trong Danh sách các loại thuốc thiết yếu của Tổ chức Y tế Thế giới, các loại thuốc hiệu quả và an toàn nhất cần thiết trong một hệ thống y tế. Chi phí thị trường của vắc-xin 5 trong 1 có cả Hib ở các nước đang phát triển là 15,40 USD / liều tính đến năm 2014. Tại Hoa Kỳ, chi phí khoảng 25 đến 50 USD cho mỗi liều.